# 기타카와 요네히코
기타카와 요네히코(北川米彦, 1931년 6월 9일 - )는 일본의 남성 성우이다. 도쿄부 (현:도쿄도) 출신.
이전에는 北川国彦라는 한자를 사용했다.

## 인물
아오니 프로덕션의 설립 멤버중 한명이다.

## 출연작품

### TV 드라마
- 소년 제트(1959년) - 아카타케 덴베에
- 월광가면 (1959년) - 니시카와 = 도쿠로 가면 ※ 제5부
- 철완 아톰 (실사판) (1959년) - 타와세 경부 (제2부, 제3부)
- 천의무봉(1964년)
- 태합기(1965년 1월 - 12월, NHK) - 유키이치노죠
- 특별 기동 수사대
  - 제140화 '사백구십명의 용의자' (1964년)
  - 제356화 「그 어머니」(1968년) - 후타미
- 7명의 형사(TBS)
  - 제145화 '경관이라는 이름의 직업' (1967년)
  - 제2시리즈 제230화 「비둘기」(1969년)
- 제7의 남자 제9화 「호수에 놓는 다리」(1969년)
- NHK 소년 드라마 시리즈 안개의 호수 (1974년, NHK 종합) - 아버지·테쓰조
- 화요일 서스펜스 극장 유괴의 보수 (1981년)
- 노리는 학원 제4화 「대율 TAIRITSU」(1982년) - 교감 선생님
- 금요일 엔터테인먼트 애절한 탐정 유즈키 초평의 살인 리포트 2 (1996년 12월 13일 방송, 후지 TV)
- 코바야카와 노부키의 사랑 제11화 「눈물의 선택」(2006년 3월 23일 방송, 후지TV)

### TV 애니메이션
1963년
- 우주소년 아톰 (애니메이션 제1작) (아리오인들)

1966년
- 요술공주 샐리 (메피스토, 덤프기사, 사기꾼)

1968년
- 아카네짱 (쿠사스케 아저씨)
- 거인의 별 (무다이씨)
- 게게게의 키타로 (제1작)(고나키지지 <초대>, 누리카베 (10화), 늑대 남자, 바케다누키, 마쿠라가에시, 미나모토 할아버지, 소라 오니, 아카마타, 사사오카 촌장, 역주, 달마, 바다영감, 火ほうこう 외)
- 사이보그 009 (제1작) (버번 박사)
- 사부와 이치의 체포조 (쿠마고로, 이야미, 경찰)

1969년
- 어택 No.1 (교장선생님 외)
- 타이거 마스크 (1969년 - 1971년, 요시무라 미치아키, 호랑이굴의 지배자, 고릴라맨, 사자맨, 붉은 죽음의 가면, 아라시 노인 외)
- 재채기 대마왕
- 맹렬 아타로 (쿠마고로, 이야미, 경찰)

1971년
- 애니멘터리 결단 (시마다 유타카)
- 아파치 야구군 (자이모크[9], 오케라의 아버지)
- 쿠니마츠 님이 행차하신다 (요코지)
- 게게게의 키타로 (제2작) (아카나메, 미아게뉴도우, 머리 모양, 井戸仙人, 아쿠아쿠, 신신공업 전무, 카르멘의 아버지 외)
- 루팡 3세 (TV 제1시리즈) (교도관, 루팡 2세)
- 사루토비 엣짱

1972년
- 아카도 스즈노스케
- 바다의 트리톤 (포세이돈, 내레이터)
- 정의를 사랑하는 자 월광가면 (사탄의 발톱)
- 데빌맨 (토도로키 요히코)
- 마징가 Z (느릿느릿 박사)
- 마법사 챠피
- 류이치 만화극장 어부바 요괴 (루키치)

1973년
- 도라에몽 (니혼 TV판)
- 도로롱 엔마군 (교장선생님, 야노의 아버지 외)
- 바벨 2세 (유미코의 아버지)
- 완사군 (롤프)

1974년
- 알프스의 소녀 하이디 (마을사람)
- 카리메로 (교장)
- 황야의 소년 이사무
- 사무라이 자이언츠
- 마법소녀 메구짱

1975년
- 잇큐씨
- 소년 도쿠가와 이에야스 (이마가와 요시모토 <2대>)

1976년
- 캔디캔디 (스티브)
- 대공마룡 가이킹 (다나온)

1977년
- 애로우 엠블렘 그랑프리의 매 (大日方頭取, 콜린 채프먼)
- 루팡 3세 (TV 제2시리즈)
- 열풍 검도불패

1978년
- 우주해적 캡틴 하록 (타이우 박사, 오타와라 고조, 아인 박사)
- 은하철도 999 (메스톨, 관광장관)
- 여왕 폐하의 쁘띠 안제 (미러, 베이커)
- 마법소녀 티클 (오야마 쿠니마츠, 이와타 사장)
- 캡틴 퓨쳐

1979년
- 사이보그 009 (1979년판) (마스터 대사)
- 왕고래 호세피나 (멜츄울)
- 일본명작동화시리즈 빨간 새의 마음

1980년
- 우주전함 야마토 3 (1980년 - 1981년 호라 함장, 대통령)
- 낚시광 산페이 (낚시꾼 B)
- 불타올라라 아서 백마의 왕자 (주인 성주)
- 마법소녀 라라벨

1981년
- 타이거 마스크 2세
- 태양의 엄니 다그람
- 헬로!~ 센디벨
- 작은 아씨들

1982년
- 안드로메다 스토리즈
- 은하선풍 브라이거
- 은하열풍 박싱거

1983년
- 은하질풍 사스라이거
- 근육맨
- 스페이스 코브라
- 만화 일본사

1984년
- 근육맨 결전 !! 7인의 초인 vs 우주의 무사
- 소우야 이야기
- 꼬깔모자의 메모루

1985년
- 복두의 권

1986년
- 게게게의 키타로 3기

1987년
- 에스퍼 마미
- 가면의 닌자 아카카게
- 신 메이플 타운 이야기 팜 타운 편
- 빅쿠리맨
- 레이디레이디!

1988년
- 키테레츠 대백과
- 도라에몽 (TV아사히판 제1기)
- 헬로! 레이디 린

1989년
- 악마군
- 시티헌터3
- 신빅쿠리맨

1990년
- 매지컬 타루루토군
- 드래곤 퀘스트